# Edremit (Van)
Edremit (armenisch Արտամետ Artamed, kurdisch Ertemêtan) ist eine Stadtgemeinde (Belediye) im gleichnamigen Landkreis der ostanatolischen Provinz Van und gleichzeitig eine Gemeinde der 2012 geschaffenen Büyükşehir belediyesi Van (Großstadtgemeinde/Metropolprovinz Van). Seit der Gebietsreform 2013 ist die Gemeinde flächen- und einwohnermäßig identisch mit dem Landkreis.
Edremit liegt zentral in der Provinz an der Südostküste des Vansees. Die Bevölkerungsdichte beträgt fast das Fünffache von der Provinz.

## Administration
Der Unterbezirk (Nahiya, Bucak) Edremit bestand schon 1955 als Teil des zentralen Landkreis (Merkez) Van, sein Hauptort war Sarmansuyu. Der Name Sarmansuyu leitet sich von den Kanälen ab, die von dem urartäischen König Menua im 8. Jh. v. Chr. erbaut worden waren. Seit 1990 heißt der Ort Edremit.
Am 21. Februar 1972 wird Sarmansuyu zur Gemeinde (Belediye) erhoben, Anfang der 1970er Jahre wird der Bucak Edremit in Bucak Gümüşdere umbenannt. 
Seit dem 20. Mai 1990 (Gesetz Nr. 3644) bilden die zwölf Dörfer des Bucaks einen eigenen Landkreis.
Bis Ende 2012 bestand dieser neben der Kreisstadt aus  einer weiteren Gemeinde (Çiçekli, 5 Mahalle) sowie dem Dutzend Dörfer (Köy). Im Zuge der Verwaltungsreform von 2013 wurden diese Dörfer sowie die Belediye Çiçekli (als Ganzes) in Mahalle umgewandelt, denen als höchster Beamte ein Muhtar vorstand. Bis Ende 2020 erhöhte sich die Zahl der Mahalle auf 30. Sie werden von durchschnittlich 4.285 Menschen bewohnt, bevölkerungsreichster Mahalle ist Şabaniye (19.278 Einw.)

## Geschichte
Laut dem armenischen Gelehrten Towma Arzruni wurde die dem Ort den Namen gebende Burg Ardamad im Jahre 100 vor Christus erbaut. Im Jahre 1914 lebten hier etwa 720 armenische und 2500 kurdische Anwohner. 1928 hieß der Ort noch Edremid. Die Ähnlichkeit des Namens zum Ort Edremit an der Ägäis ist Zufall.

Der Name Sarmansuyu leitet sich von den Kanälen her, die von dem urartäischen König Menua im 8. Jh. v. Chr. erbaut worden waren. Seit 1990 heißt der Ort Edremit.
Im September 2016 wurde die amtierende Bürgermeisterin Sevil Rojbin Çetin durch eine Gesetzesverordnung wegen Unterstützung einer terroristischen Organisation durch einen Staatsbeamten ersetzt.

### Inschriften Menuas
Eine Inschrift befindet sich in einem Garten am Menua-Kanal (Inschrift 69 bei Harutjunjan):
Ḫaldi dem Mächtigen. Menua, Sohn des Išpuini hat diesen Kanal angelegt. Sein Name ist Menua-Kanal (Menuai pili). Eine identische Inschrift  (Nr. 65 bei Harutjunjan) befindet sich in der Wand des Kanals selbst.
Eine weitere, ausführlichere Felsinschrift  (Inschrift 64 bei Harutjunjan) befindet sich an einem großen Felsblock am Ufer des Menua-Kanals. Sie wurde bereits 1882 von Lehmann-Haupt und Walter Belck vorgelegt. Der Anfang ist mit der Garteninschrift identisch. In der 4. Zeile nennt Menua seine Titel, dann folgt der übliche Fluch über diejenigen, die diese Inschrift vernichten, austilgen „oder zu einem anderen sagen ‚Ich habe diesen Kanal gegraben‘: ihn soll der Gott Ḫaldi völlig vernichten, der Gott Teišeba, der Gott Šiwini, alle Götter …“